# Iwaniwka (rejon sakski)
Iwaniwka (ukr. Іванівка, ros. Ивановка, Iwanowka) – wieś na Ukrainie, w Autonomicznej Republice Krymu (de iure stanowiącej integralną część państwa ukraińskiego, w 2014 anektowanej przez Rosję i odtąd funkcjonującej jako Republika Krymu), w rejonie sakskim. W 2001 liczyła 2175 mieszkańców, wśród których 305 wskazało jako ojczysty język ukraiński, 1387 rosyjski, 433 krymskotatarski, 1 bułgarski, 30 białoruski, 1 niemiecki, a 18 inny. Według spisu ludności przeprowadzonego przez okupacyjne władze rosyjskie populacja wsi w 2014 wynosiła 2055 osób.